# Jaguar E-Pace
El Jaguar E-Pace es un automóvil todocamino del segmento C que el fabricante británico Jaguar comenzó a comercializar a finales del año 2017. Es un cinco plazas con motor delantero transversal, disponible con tracción delantera o a las cuatro ruedas. Está construido sobre la misma plataforma mecánica del Range Rover Evoque y el Land Rover Discovery Sport. Entre sus rivales se encuentran los Alfa Romeo Tonale, Audi Q3, BMW X1, BMW X2, Range Rover Evoque, Cupra Formentor, Lexus UX, Mercedes-Benz Clase GLA y Volvo XC40.
Originalmente, los dos motores del E-Pace eran cuatro cilindros turboalimentados de 2,0 litros de cilindrada. El gasolina se ofrece en variantes de 200, 249 y 300 CV, mientras que el Diesel se ofrece con 150, 180 y 240 CV. En 2020 se agregó un motor gasolina de tres cilindros y 1,5 litros, que se ofrece en versión convencional de 160 CV, e híbrida eléctrica de 309 CV. Además se cambió el motor Diesel por otro también de 2,0 litros, pero con versiones de 163 y 204 CV. El modelo está disponible con caja de cambios manual de seis marchas o automática de ocho o nueve marchas.